# Cantonul Mas-Cabardès
Cantonul Mas-Cabardès este un canton din arondismentul Carcassonne, departamentul Aude, regiunea Languedoc-Roussillon, Franța.

## Comune
- Caudebronde
- Fournes-Cabardès
- Les Ilhes
- Labastide-Esparbairenque
- Lastours
- Les Martys
- Mas-Cabardès (reședință)
- Miraval-Cabardes
- Pradelles-Cabardès
- Roquefère
- Salsigne
- La Tourette-Cabardès
- Trassanel
- Villanière
- Villardonnel